# Nemophora meyi
Nemophora meyi (лат.) — вид длинноусых молей рода Nemophora (Adelidae). Вьетнам, Юго-Восточная Азия. Вид назван в честь Вольфрама Мея (Wolfram Mey), немецкого лепидоптеролога, известного своими многолетними исследованиями систематики, биоразнообразия и биогеографии ручейников и молей.

## Описание
Длина передних крыльев 8—11 мм. Вид Nemophora meyi внешне похож на N. songgangensis, от которого отличается чёрной базальной частью переднего крыла, жёлтой полосой фасции, чётко разделённой на два широких треугольных пятна, блестящим лбом, U-образным винкулумом, длинным медиальным отростком транстиллы и формой апикальной части фаллоса. По мужским гениталиям N. meyi напоминает N. magnifica Kozlov, 1997, от которого отличается более крупными размерами, широкими (ширина почти равна высоте) треугольными пятнами, образующими неполную жёлтую полосу фасции переднего крыла, почти нечёткими продольными полосами в вершинной части переднего крыла, глубокой медиальной выемкой на дистальном крае винкулюма и длинной вентральной лопастью апикальной части фаллоса в мужских гениталиях. Губной щупик 3-сегментный, короткий или средней длины, с густыми приподнятыми волосками. Максиллярный щупик рудиментарный. Голени передних ног имеют апикальные эпифизы; задние голени покрыты густыми волосками. Этот вид является эндемиком Вьетнама.